# Johannes Fabry
Johannes Fabry, född 1 juni 1860 i Jülich i Tyskland, död 29 juni 1930 i Dortmund, var en tysk dermatolog, som var specialiserad på hudåkommor. Tillsammans med William Anderson har han givit namn åt Anderson-Fabrys sjukdom.

## Biografi
Fabry studerade medicin vid universitetet i Bern och Humboldt-Universität zu Berlin och doktorerade 1886. Efter examen utbildade han sig i dermatologi under Joseph Doutrelepont vid universitetet i Bonn och med Hugo Ribbert i Zürich. Från 1889 till 1929 var han chefsläkare för hudkliniken vid Dortmunds kommunala sjukhus, som under hans ledning blev ett framstående centrum för dermatologi.

## Vetenskapligt arbete
Johannes Fabrys namn är förknippat med "Fabrys sjukdom", en sällsynt, ärftlig metabolisk sjukdom som kännetecknas av hudskador orsakade av telangiektasi, njursvikt och störningar i hjärt- och kärlsystemet, matsmältningssystemet och centrala nervsystemet. År 1898 beskrev han dermatologiska särdrag av sjukdomen hos en 13-årig pojke och gav den beteckningen "purpura hemorrrhagica nodularis". Sjukdomen kallas också "Anderson-Fabrys sjukdom", namngiven tillsammans med den brittiska kirurgen William Anderson, som oberoende av Fabry, följt sjukdomens utveckling under nästan 20 år hos en 39-årig patient.